# Cottica
Cottica este un sat din Sipaliwini, Surinam, aflat la granița cu Guyana Franceză. Este străbătut de fluviul Maroni.